# 荫湿膜叶铁角蕨
荫湿膜叶铁角蕨（学名：Hymenasplenium obliquissimum）也称阴湿铁角蕨，为铁角蕨科铁角蕨属下的一个变种。